# Rodrigo Ruiz Zárate
Rodrigo Ruiz Zárate (* 13. März 1921 in Guadalajara, Jalisco; † 1999 ebenda) war ein mexikanischer Fußballspieler, der im Angriff agierte. 

## Biografie

### Verein
Rodrigo Ruiz begann seine aktive Laufbahn 1938 in Diensten seines Heimatvereins Atlas Guadalajara und wurde bald in die Auswahlmannschaft von Jalisco berufen, um in der Primera Fuerza, dem Vorläufer der Primera División, zu spielen. Als die Profiliga 1943/44 eingeführt wurde, absolvierte Ruiz sein erstes Profijahr in Diensten des Club Atlas, wurde aber 1944 vom Hauptstadtverein Asturias abgeworben. Dort blieb er allerdings nicht lange, weil Jaliscos damaliger Gouverneur sich persönlich für seine Rückkehr nach Guadalajara starkmachte. Bald schloss er sich dem Deportivo Guadalajara an, in dessen Reihen er sich zum Nationalspieler entwickelte. Später stand Ruiz noch beim damals dritten Profiverein der Stadt, dem Club Deportivo Oro, unter Vertrag, bevor er seine aktive Karriere 1954 in Diensten des Deportivo Toluca FC beendete.

### Nationalmannschaft
Sein Debüt in der mexikanischen Nationalmannschaft gab Ruiz am 13. Juli 1947 in einem Spiel gegen den Erzrivalen USA, das mit 5:0 gewonnen wurde und in dem ihm (per Elfmeter zum 4:0 in der 78. Minute) sein einziger Länderspieltreffer gelang. 
Er gehörte auch zum mexikanischen WM-Aufgebot 1950 und kam als erster Spieler in der Geschichte von Chivas Guadalajara zu einem WM-Einsatz; denn er absolvierte das erste Vorrundenspiel von „el Tri“ gegen Gastgeber Brasilien (0:4) und bestritt auch das zweite Vorrundenspiel gegen Jugoslawien (1:4), das zugleich sein letztes Länderspiel war.